# Sharon Pesch
Sharon Pesch (* 23. März 1997 in Luxemburg) ist eine luxemburgische Tennisspielerin. 

## Karriere
Pesch spielt bislang hauptsächlich auf dem ITF Women’s Circuit. 
Für ihr erstes Turnier der WTA Tour erhielt sie für die Qualifikation zu den BGL BNP Paribas Luxembourg Open 2014 eine Wildcard. Sie unterlag bereits in der ersten Runde Katharina Hobgarski mit 0:6 und 2:6.
Beim Fed Cup 2014 bestritt sie ihre ersten Spiele für die Luxemburgische Fed-Cup-Mannschaft. Sie bestritt bislang zwei Einzel und vier Doppel, wovon sie aber kein Match für sich entschieden konnte.
Bei den Spielen der kleinen Staaten von Europa 2013 gewann sie die Bronzemedaille im Damendoppel zusammen mit ihrer Partnerin Laura Correia.
Ihr bislang letztes internationale Turnier spielte Pesch im Oktober 2017. Sie wurde bisher noch nie in der Weltrangliste geführt.